# Manuel Goded Llopis
Manuel Goded Llopis (San Juan (Porto Rico), 15 de Outubro de 1882 - Montjuïc, 12 de Agosto de 1936) foi um general do Exército Espanhol que foi uma das figuras-chave na revolta de Julho de 1936 contra a Segunda República Espanhola democraticamente eleita. Tendo conduzido sem sucesso uma tentativa de insurreição em Barcelona, ele foi capturado e executado pelo governo Republicano. Anteriormente, Goded havia se destacado na Batalha de Al Hoceima na Guerra do Rife.

## Primeiros anos
Manuel Goded nasceu na cidade de San Juan, capital da Capitania Geral de Porto Rico, uma colónia Espanhola. Lá ele recebeu sua educação primária e secundária. A sua família mudou-se para a Espanha quando Porto Rico se tornou uma posse dos Estados Unidos como resultado do Tratado de Paris de 1898, que concluiu a Guerra Hispano-Americana. Na Espanha, ele matriculou-se e foi aceito na Academia de Infantaria, uma instituição militar.

## Carreira militar

### Guerra do Rife
Goded formou-se na academia e foi designado para vários postos. Em 1907, aos 25 anos, ocupou o posto de Capitão. Em 1919, uma rebelião contra o domínio colonial Espanhol ocorreu no Marrocos Espanhol, um protetorado Espanhol. O líder rebelde na que também é conhecida como a Guerra do Rife, foi Abd-el-Krim. Os Rifianos, como os rebeldes ficaram conhecidos, aniquilaram o exército do General Espanhol Manuel Fernández Silvestre na Batalha de Annual em 1921 e posicionaram-se para atacar o enclave espanhol de Melilha. Os Generais José Millán-Astray e Francisco Franco, fundadores da Legião Estrangeira Espanhola, lutaram contra os Rifianos em terra e em 1925, Goded liderou um desembarque anfíbio na Baía de Alhucemas (hoje conhecida como Baía de Al Hoceima) na conhecida Batalha de Alhucemas. Isto foi considerado como o começo do fim da Rebelião Rife. Em 1927, a rebelião chegou ao fim e a Espanha recapturou seu território perdido. Goded foi promovido a Brigadeiro General e pouco depois foi nomeado Chefe do Estado Maior do Exército Espanhol da África.

## Ditadura de Primo de Rivera e a Segunda República
Goded no princípio apoiou a ditadura geralmente direitista de Miguel Primo de Rivera, estabelecida em 1923 com o consentimento do Rei Afonso XIII. No entanto, a eventual crítica de Goded ao governo levou à sua remoção do cargo.
Em Maio de 1936, o Dr. Manuel Azaña tornou-se o segundo e último Presidente da Segunda República Espanhola. Goded foi nomeado Chefe do Estado Maior do Exército Central, mas foi novamente dispensado de sua posição após um conflito com o governo. Quando oficiais de direita suspeitos de conspirar contra o governo foram transferidos, ele foi exilado para um posto remoto nas Ilhas Baleares.

## Revolta de Julho de 1936 e a Guerra Civil
Quando os generais anti-esquerdistas se rebelaram contra o governo da Frente Popular da Segunda República em Julho de 1936, Goded liderou sem sucesso as tropas na capital Catalã, Barcelona. A Catalunha, estando entre as regiões mais industrializadas da Espanha, era um reduto da esquerda organizada e as operações locais de Goded fracassaram. Ele foi capturado pelas forças do governo em 11 de Agosto e preso no navio a vapor Uruguai. Julgado por um tribunal militar republicano e obrigado a ordenar que suas tropas remanescentes, via rádio, se rendessem, ele foi condenado a morrer por um pelotão de fuzilamento. Ele foi executado no dia seguinte em Montjuïc, em Barcelona.
A morte de Goded não apenas decapitou a revolta Nacionalista em Barcelona, e assim na grande Catalunha, mas removeu um dos principais rivais pessoais e políticos do eventual líder do movimento, Francisco Franco.